# Radek Štěpánek
Radek Štěpánek (Karviná, 27. studenog 1978.) je bivši profesionalni tenisač iz Češke. Tenisom se počeo profesionalno baviti 1996. godine. Na turneji se pojavio kao specijalist u igri parova, osvojivši ukupno 18 ATP naslova. Od 2002. godine, kada je počeo igrati i u pojedinačnoj konkurenciji, osvojio je 5 naslova. 

## Privatni život
Poznat je po mnogim ljubavnim vezama s WTA igračicama. Svojevremeno je bio zaručen s švicarskom teniskom zvijezdom Martinom Hingis, ali su se razdvojili u kolovozu 2007. godine. Štěpánek se u konačnici vjenčao s bivšom češkom Top 10 tenisačicom Nicolom Vaidišovom, 17. srpnja 2010. godine, ali se rastao od nje u 2013. godini. Poslije je još bio u vezi s Petrom Kvitovom na nekoliko mjeseci, prije nego što je veza pukla u travnju 2014. godine.
Bivši češki nogometni vratar i reprezentativac Jaromír Blažek mu je rođak.

## Vanjske poveznice
- Profil na ATP-u